# Mike Nichols
Pour les articles homonymes, voir Nichols.
Michael Nichols, dit Mike Nichols [maɪk ˈnɪkəls], est un réalisateur américain, né Michael Igor Peschkowsky le 6 novembre 1931 à Berlin et mort le 19 novembre 2014 à New York.

## Biographie
Michael Igor Peschkowsky naît le 6 novembre 1931 à Berlin. Il est le fils d'émigrés russes juifs, qui fuient l'Allemagne nazie au début de la Seconde Guerre mondiale. Son père, Pavel Nikolaevich Peschkowsky, change alors son nom pour Paul Nichols. Michael « Mike » Nichols arrive ainsi aux États-Unis à l'âge de sept ans et passe sa jeunesse à New York.
Ses études à Chicago l'amènent à rencontrer Elaine May avec qui il crée, en 1957, le célèbre duo comique Nichols et May. Lorsqu'ils se séparent en 1961, Mike Nichols persévère avec succès dans le théâtre, principalement dans la mise en scène.
En 1966, Mike Nichols réalise son premier long métrage, le thriller Qui a peur de Virginia Woolf ?, qui offre à Elizabeth Taylor l'Oscar de la meilleure actrice. L'année suivante, il confirme son talent précoce de metteur en scène avec Le Lauréat, nouveau succès public qui permet à son auteur d'obtenir l'Oscar du meilleur réalisateur et à Dustin Hoffman d'être propulsé au rang de star.

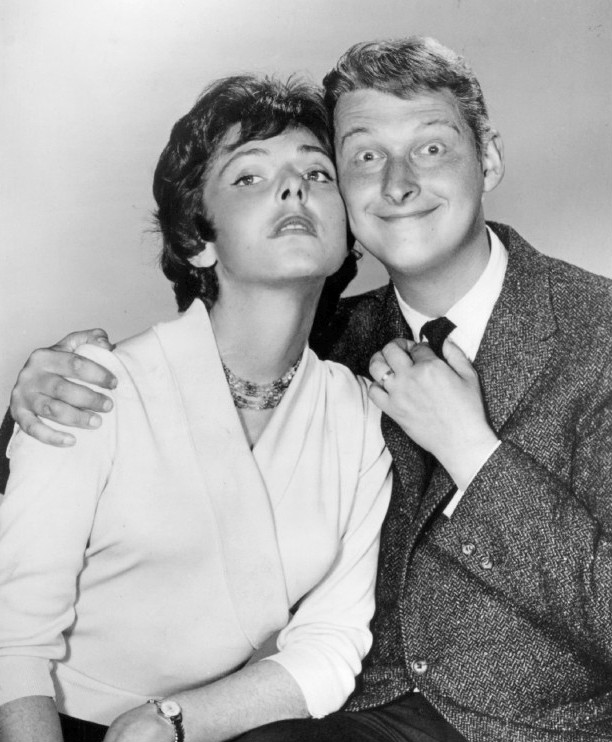
Mike Nichols avec Elaine May en 1960.

Après ces débuts fracassants, le cinéaste peine à confirmer. Dans les années 1970, le thriller Le Jour du dauphin ou les comédies Catch 22, Ce plaisir qu'on dit charnel et La Bonne Fortune rencontrent un accueil modeste, mais les deux derniers films cités lui permettent de commencer sa collaboration avec Jack Nicholson, qui devient l'un de ses acteurs fétiches.
En 1976, il travaille comme producteur exécutif pour créer la série télévisée Family (en) pour le réseau ABC, série qui a duré jusqu'en 1980.
Après huit ans de silence cinéma, Mike Nichols revient en 1983 avec l'étouffant Le Mystère Silkwood, avec Meryl Streep, qui le relance. Il enchaîne avec La Brûlure puis retrouve le succès public en 1986 avec Working Girl, ou la turbulente ascension professionnelle vécue par Melanie Griffith.
Relancé, Mike Nichols aborde ensuite tous les genres. Il réalise le drame À propos d'Henry (1991), avec Harrison Ford, puis le film fantastique Wolf (1994). Mais il sait aussi se lancer dans la comédie pure avec The Birdcage (1996), remake de La Cage aux folles, ou tenter une satire politique avec un Primary Colors (1999) sorti en pleine « affaire Lewinsky ». En 2004, il signe le sulfureux Closer, entre adultes consentants, avec Natalie Portman, Jude Law, Julia Roberts et Clive Owen puis renoue en 2008 avec la satire politique, signant La Guerre selon Charlie Wilson dans lequel Tom Hanks incarne l'excentrique politicien éponyme.
En 2010, il est lauréat du Life Achievement Award décerné par l'American Film Institute pour l'ensemble de sa carrière.
Il meurt le 19 novembre 2014 à New York,,.

## Vie privée
Mike Nichols a été marié quatre fois. En 1957, il épouse Patricia Scott, dont il divorce trois ans plus tard en 1960, puis, en 1963, il se marie à Margo Callas, considérée comme la « muse » du poète britannique Robert Graves ; leur union prend fin en 1974, après la naissance de leur fille Daisy. En 1975, Mike Nichols épouse l'écrivaine irlandaise Annabel Davis-Goff (en), avec qui il a deux enfants, prénommés Max et Jenny. Le couple se sépare, puis divorce en 1986. Le 29 avril 1988, Mike Nichols épouse sa dernière compagne, la célèbre journaliste Diane Sawyer, présentatrice de l'émission d'information ABC World News. Ils restent mariés jusqu'à la mort du réalisateur, en 2014.

## Filmographie

### Cinéma
- 1966 : Qui a peur de Virginia Woolf ? (Who's Afraid of Virginia Woolf?)
- 1967 : Le Lauréat (The Graduate)
- 1968 : Teach Me! (en) — court métrage
- 1970 : Catch 22
- 1971 : Ce plaisir qu'on dit charnel (Carnal Knowledge)
- 1973 : Le Jour du dauphin (The Day of the Dolphin)
- 1975 : La Bonne Fortune (The Fortune)
- 1980 : Gilda Live — documentaire
- 1983 : Le Mystère Silkwood (Silkwood)
- 1986 : La Brûlure (Heartburn)
- 1988 : Biloxi Blues
- 1988 : Working Girl
- 1990 : Bons Baisers d'Hollywood (Postcards from the Edge)
- 1991 : À propos d'Henry (Regarding Henry)
- 1994 : Wolf
- 1996 : Birdcage
- 1998 : Primary Colors
- 2000 : De quelle planète viens-tu ? (What Planet Are You From?)
- 2004 : Closer, entre adultes consentants (Closer)
- 2007 : La Guerre selon Charlie Wilson (Charlie Wilson's War)

### Télévision
- 2001 : Bel Esprit (Wit)
- 2003 : Angels in America

## Distinctions
- 1968 : Oscar du meilleur réalisateur pour Le Lauréat
- 2010 : Life Achievement Award de l'American Film Institute